# Stanisław Antoni Tyszkiewicz
Stanisław Antoni Tyszkiewicz herbu Leliwa (ur. 1727, zm. 29 grudnia 1801) – kasztelan żmudzki w latach 1783–1794, kasztelan mścisławski w latach 1775–1783, marszałek Trybunału Głównego Wielkiego Księstwa Litewskiego 1773/1774, ciwun ejragolski, starosta nacuński.

## Życiorys
Członek konfederacji Andrzeja Mokronowskiego w 1776 roku. Był członkiem konfederacji Sejmu Czteroletniego. Delegowany przez konfederację targowicką do zasiadania jako asesor w Asesorii Wielkiego Księstwa Litewskiego. Komisarz Komisji Policji Wielkiego Księstwa Litewskiego w 1793 roku.
Odznaczony Orderem Orła Białego, w 1773 został kawalerem Orderu Świętego Stanisława.